# John Updike

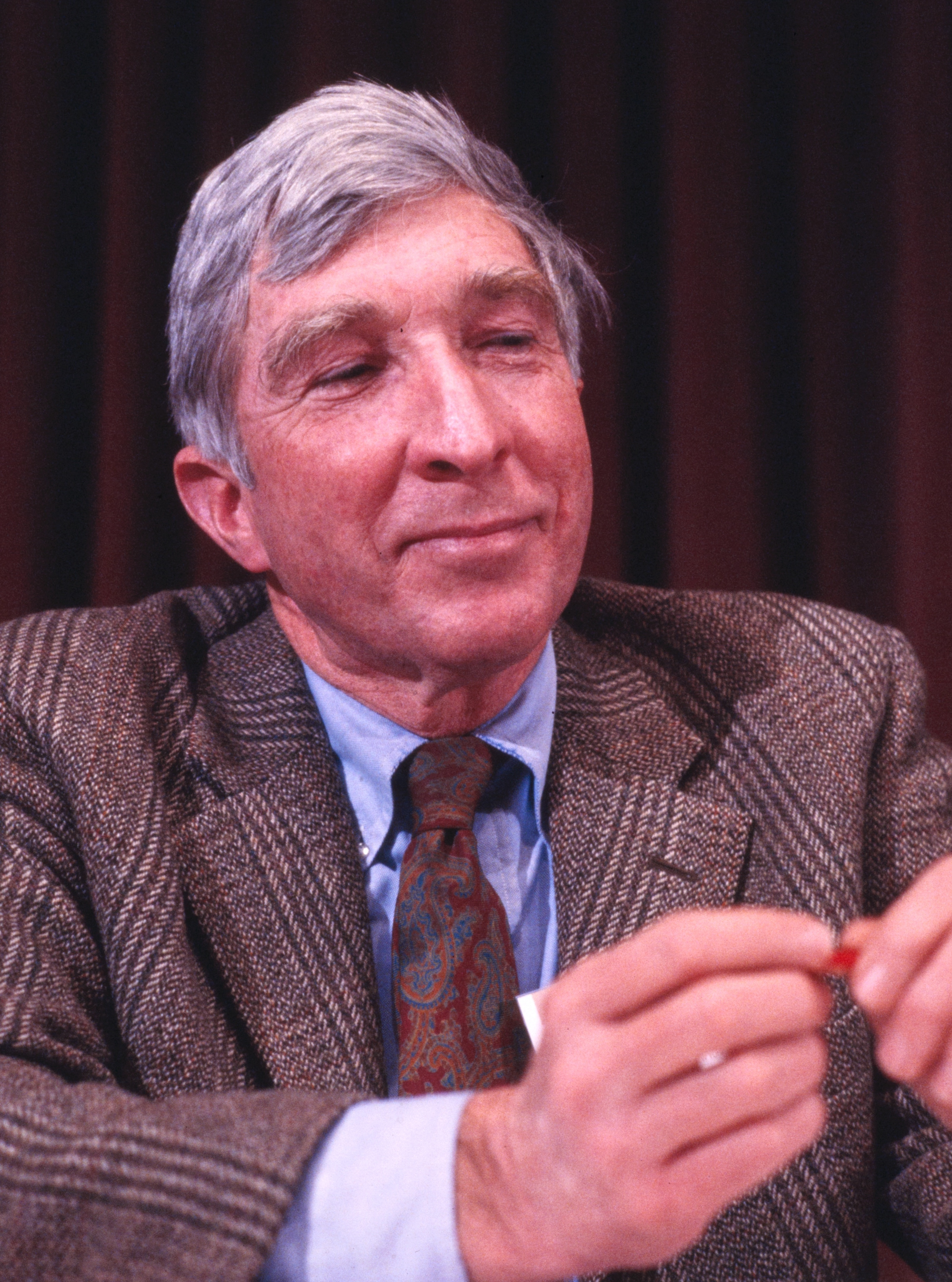
John Updike, 1986

John Hoyer Updike (* 18. März 1932 in Reading, Pennsylvania; † 27. Januar 2009 in Danvers, Massachusetts) war ein US-amerikanischer Schriftsteller.
Updike hat mehr als 20 Romane und Sammlungen von Kurzgeschichten veröffentlicht, daneben mehrere Sammlungen von Essays und Gedichtbänden. Er hat zahlreiche amerikanische Literaturpreise und -auszeichnungen erhalten und zählte viele Jahre lang zu den Anwärtern auf den Literaturnobelpreis.

## Leben
John Updike wurde als einziger Sohn des Lehrers Wesley Russell Updike (1900–1972) und dessen Frau Linda Grace Hoyer (1904–1989) im Reading Hospital, West Reading in Pennsylvania geboren und wuchs bis zu seinem 13. Lebensjahr in dem nahegelegenen Shillington auf einer abgelegenen Farm in ärmlichen Verhältnissen auf. Seit 1938 litt er lebenslang unter Psoriasis; außerdem stotterte er. Seine Mutter, die selber literarische Ambitionen hatte, ermutigte ihn zu schreiben.
Nach dem High-School-Abschluss 1950 erhielt er ein Vollstipendium für ein Anglistik-Studium an der Harvard-Universität, das er 1954 mit einer Arbeit über Robert Herrick (Non-Horatian Elements in Robert Herrick’s Imitations and Echoes of Horace) summa cum laude abschloss. An der Universität arbeitete er in der Redaktion der Universitätszeitschrift Harvard Lampoon mit. Mit seiner Frau Mary Pennington, die er 1953 geheiratet hatte, verbrachte er 1954 ein akademisches Jahr an der Ruskin-Kunstschule im englischen Oxford. Dort lernte er die amerikanischen Autoren E.B. und Katharine White kennen, die Mitarbeiter der Zeitschrift The New Yorker waren und ihm anboten, für diese Zeitschrift zu arbeiten. Im Jahr 1955 wurde Updikes erste Tochter Elizabeth geboren.
Von 1955 bis 1957 war Updike Redakteur der Zeitschrift The New Yorker, wo er seine ersten Gedichte und seine erste Kurzgeschichte (Friends from Philadelphia) veröffentlichte. Das Jahr 1957 markiert einen Wendepunkt im Leben des Dichters: Er verließ den New Yorker, zog nach Ipswich/Massachusetts und widmete sich fortan ausschließlich dem Schriftstellerberuf. Sein Sohn David kam ebenfalls 1957 zur Welt. Updikes erstes Buch, der Gedichtband The Carpentered Hen, erschien 1958, sein erster Roman, The Poorhouse Fair, der von den Bewohnern eines Altenheims erzählte, ein Jahr darauf (den zuvor geschriebenen Roman Home ließ er nicht verlegen). Ein zweiter Sohn, Michael, und die zweite Tochter, Miranda, wurden 1959 und 1960 geboren.

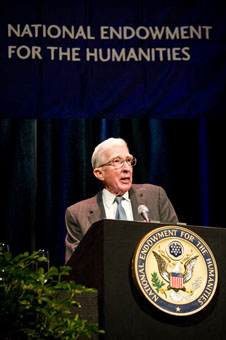
Updike bei einer Rede im Jahr 2008

17 Jahre lebte Updike in Ipswich, das die Vorlage für den fiktiven Ort Tarbox in seinem Roman Ehepaare (Couples, 1968) bildete. Der erotische Roman, der das Thema Ehebruch aufgreift, war der Anlass für das Magazin Time, im April 1968 Updikes Porträt mit der Schlagzeile „The Adulterous Society“ („Die Ehebruch-Gesellschaft“) auf der Titelseite abzubilden. Die meisten seiner Romane spielen in Neuengland, so auch die Romane The Centaur (1963), eine Vater-Sohn-Geschichte voller Mystik, und The Coup (1979), die Ich-Erzählung über den Ex-Diktator eines fiktiven afrikanischen Landes.
1976 wurden Updike und Mary Pennington geschieden; 1977 heiratete er in zweiter Ehe Martha Bernhard und lebte mit ihr und ihren drei Söhnen in Georgetown, Massachusetts. Die folgenden Jahrzehnte waren angefüllt von produktiver schriftstellerischer Arbeit und Veröffentlichungen. Zahlreiche Preise und Auszeichnungen, darunter 1982 der Pulitzer-Preis für Bessere Verhältnisse und 2004 der Faulkner Award, spiegeln den Erfolg wider.
John Updike erlag im Alter von 76 Jahren einer Lungenkrebserkrankung in einem Hospiz in Danvers, Mass.
Seine Asche ruht zum Teil im Emmanuel Episcopal Church Memorial Garden, Manchester-by-the-Sea, Mass. sowie am Robeson Lutheran Church Cemetery, Mohnton, Pa.

## Werke

### Die Rabbit-Reihe
Berühmt wurde Updike mit dem Roman Rabbit, Run (dt. Hasenherz), dem 1960 erschienenen ersten Band der Rabbit-Reihe. Updike ließ die ursprüngliche Fassung von seinem Verleger bearbeiten, um eventuell zu erwartende Probleme wegen sexuell anstößiger Szenen zu vermeiden. Zu der Reihe von vier Romanen und einer längeren Erzählung gehören neben Rabbit, Run, Rabbit Redux (dt. Unter dem Astronautenmond), Rabbit is Rich (dt. Bessere Verhältnisse), Rabbit at Rest (dt. Rabbit in Ruhe) und die Erzählung Rabbit Remembered (dt. Rabbit, eine Rückkehr).
Die Bände der Reihe erschienen im Abstand von je fast genau zehn Jahren und schildern in entsprechenden Zeitabständen das Leben ihres Protagonisten Harry „Rabbit“ Angstrom, der an der Highschool ein Basketball-Star war und den Verlust dieses vergangenen Ruhms nie überwinden kann. Weder das Eheleben mit seiner Frau Janice noch der Sohn Nelson und auch nicht die Liebesaffären, seine Jobs, der erreichte Wohlstand oder Ruhestand können ihn von dem Traum abbringen, im Leben müsse es mehr geben als das. Diese tiefsitzende Unzufriedenheit führt zu vielen kleineren und größeren Ausbruchsversuchen, tatsächlichen Fluchten und persönlichen Revolten, die ihn jedoch stets wieder zurückführen zu seiner Frau und der Existenz in der Kleinstadt Brewer, die Updike seiner Heimatstadt Reading nachgezeichnet hat.
Updike ist es mit dieser Serie gelungen, die äußere, materielle Entwicklung der USA wie auch die Veränderungen der amerikanischen Befindlichkeiten zwischen den späten 1950er Jahren und der Jahrtausendwende einzufangen, poetisch treffend zu beschreiben und präzise zu analysieren.

### Romane
- 1959 The Poorhouse Fair
  - Das Fest am Abend, dt. von Maria Carlsson, S. Fischer, Frankfurt am Main 1961.
- 1963 The Centaur
  - Der Zentaur, dt. von Maria Carlsson, S. Fischer, Frankfurt am Main 1966.
- 1965 Of The Farm
  - Auf der Farm, dt. von Fritz Lorch; S. Fischer, Frankfurt am Main 1969.
- 1968 Couples
  - Ehepaare, dt. von Maria Carlsson, Rowohlt, Reinbek bei Hamburg 1969 (Platz 1 der Spiegel-Bestsellerliste vom 1. bis zum 8. Dezember 1969); 1972 als rororo-Taschenbuch ISBN 978-3-499-11488-5.
- 1975 A Month of Sundays
  - Der Sonntagsmonat, dt. von Kurt Heinrich Hansen, Rowohlt, Reinbek bei Hamburg 1976, ISBN 3-498-06858-X.
- 1976 Marry Me: A Romance
  - Heirate mich. Eine Romanze, dt. von Angela Praesent, Rowohlt, Reinbek bei Hamburg 1978, ISBN 3-498-06859-8.
- 1978 The Coup
  - Der Coup, dt. von Jürgen Abel, Rowohlt, Reinbek bei Hamburg 1981, ISBN 3-498-06860-1.
- 1984 The Witches of Eastwick
  - Die Hexen von Eastwick
- 1986 Roger’s Version
  - Das Gottesprogramm – Rogers Version, dt. von Thomas Piltz, Rowohlt, Reinbek bei Hamburg 1988, ISBN 3-498-06866-0.
- 1988 S.
  - S., dt. von Heidrun Adler, Rowohlt, Reinbek bei Hamburg 1989, ISBN 3-498-06868-7.
- 1992 Memories of the Ford Administration
  - Erinnerungen an die Zeit unter Ford, dt. von Maria Carlsson, Rowohlt, Reinbek bei Hamburg 1994, ISBN 3-498-06871-7.
- 1994 Brazil
  - Brasilien, dt. von Thomas Piltz, Rowohlt, Reinbek bei Hamburg 1994, ISBN 3-498-06872-5.
- 1996 In the Beauty of the Lilies
  - Gott und die Wilmots, dt. von Maria Carlsson, Rowohlt, Reinbek bei Hamburg 1998, ISBN 3-498-06874-1.
- 1997 Toward the End of Time
  - Gegen Ende der Zeit, dt. von Maria Carlsson, Rowohlt, Reinbek bei Hamburg 2000, ISBN 3-498-06876-8.
- 2000 Gertrude and Claudius
  - Gertrude und Claudius, dt. von Maria Carlsson, Rowohlt, Reinbek bei Hamburg 2001, ISBN 3-498-06878-4.
- 2002 Seek My Face
  - Sucht mein Angesicht, dt. von Maria Carlsson, Rowohlt, Reinbek bei Hamburg 2005, ISBN 3-498-06881-4.
- 2004 Villages
  - Landleben, dt. von Susanne Höbel und Helmut Frielinghaus, Rowohlt, Reinbek bei Hamburg 2005, ISBN 3-498-06883-0.
- 2006 Terrorist
  - Terrorist, dt. von Angela Praesent, Rowohlt, Reinbek bei Hamburg 2006, ISBN 3-498-06885-7.
- 2008 The Widows of Eastwick
  - Die Witwen von Eastwick, dt. von Angela Praesent, Rowohlt, Reinbek bei Hamburg 2009, ISBN 978-3-498-06886-8.

Die Rabbit-Pentalogie
- 1960 Rabbit, Run
  - Hasenherz
- 1971 Rabbit Redux
  - Unter dem Astronautenmond
- 1981 Rabbit Is Rich
  - Bessere Verhältnisse
- 1990 Rabbit at Rest, ausgezeichnet u. a. mit der William Dean Howells Medaille
  - Rabbit in Ruhe
- 2002 Rabbit Remembered
  - Rabbit, eine Rückkehr

Die Bech-Reihe
- 1970 Bech: A Book
  - dt. in: Henry Bech, dt. von Hermann Stiehl u. Karl Klewer, Rowohlt, Reinbek bei Hamburg 1991, ISBN 3-499-15448-X.
- 1982 Bech Is Back
  - dt. in: Henry Bech, dt. von Hermann Stiehl u. Karl Klewer, Rowohlt, Reinbek bei Hamburg 1991, ISBN 3-499-15448-X.
- 1998 Bech At Bay: A Quasi-Novel
  - Bech in Bedrängnis: Fast ein Roman, dt. von Helmut Frielinghaus, Rowohlt, Reinbek bei Hamburg 2000, ISBN 3-499-22718-5.

#### Erzählungen und Kurzgeschichten
- 1959 The Same Door
  - dt. Auswahl in: Glücklicher war ich nie, dt. von Maria Carlson u. a., S. Fischer 1966, und in: Gesammelte Erzählungen, dt. von Maria Carlsson, S. Fischer, Frankfurt am Main 1971.
- 1962 Pigeon Feathers
  - dt. Auswahl in: Glücklicher war ich nie, dt. von Maria Carlson u. a., S. Fischer 1966, und in: Gesammelte Erzählungen, dt. von Maria Carlsson, S. Fischer, Frankfurt am Main 1971.
- 1964 Olinger Stories (A Selection)
- 1966 The Music School
  - dt. Auswahl in: Gesammelte Erzählungen, dt. von Maria Carlsson, S. Fischer, Frankfurt am Main 1971.
- 1972 Museums And Women
  - dt. Auswahl in: Der verwaiste Swimmingpool, dt. von Uwe Frisel, Monica Michieli, Hans Wollschläger und Dieter E. Zimmer, Rowohlt, Reinbek bei Hamburg 1987, ISBN 3-498-06864-4.
- 1979 Problems and Other Stories
  - dt. Auswahl in: Der verwaiste Swimmingpool, dt. von Uwe Frisel, Monica Michieli, Hans Wollschläger und Dieter E. Zimmer, Rowohlt, Reinbek bei Hamburg 1987, ISBN 3-498-06864-4.
- 1979 Too Far To Go (The Maples Stories)
  - Der weite Weg zu zweit, dt. von Maria Carlsson u. a., Rowohlt, Reinbek bei Hamburg 1982, ISBN 3-498-06861-X.
- 1981 Pygmalion
- 1987 Trust Me
  - Spring doch!, dt. von Uwe Friesel und Hannelore Gausel, Rowohlt, Reinbek bei Hamburg 1990, ISBN 3-498-06867-9.
- 1994 The Afterlife and Other Stories
  - Der Mann, der ins Sopranfach wechselte, dt. von Maria Carlsson, Rowohlt, Reinbek bei Hamburg 1997, ISBN 3-498-06873-3.
- 2000 Licks Of Love. Short Stories and A Sequel, Rabbit Remembered
  - Wie war’s wirklich, dt. von Maria Carlsson, Rowohlt, Reinbek bei Hamburg 2004, ISBN 3-498-06880-6, sowie in: Rabbit, eine Rückkehr, dt. von Maria Carlsson, Rowohlt, Reinbek bei Hamburg 2002, ISBN 3-498-06879-2.
- 2003 The Early Stories, 1953–1975
  - Glücklicher war ich nie. Frühe Erzählungen 1, dt. von Maria Carlsson, Helmut Frielinghaus und Susanna Rademacher, Rowohlt, Reinbek bei Hamburg 2006, ISBN 3-499-23700-8.
  - Werben um die eigene Frau. Frühe Erzählungen 2, dt. von Maria Carlsson, Susanna Rademacher, Hermann Stiehl, Nikolaus Stingl, Rowohlt, Reinbek bei Hamburg 2007, ISBN 978-3-499-23773-7.
  - In einer Bar in Charlotte Amalie. Frühe Erzählungen 3, dt. von Maria Carlsson, Eike Schönfeld, Reinhard Kaiser, Hermann Stiehl, Rowohlt, Reinbek bei Hamburg 2008, ISBN 978-3-499-23774-4.
- 2009 My Father's Tears and Other Stories
  - Die Tränen meines Vaters. Erzählungen, aus dem Englischen von Maria Carlsson; Rowohlt Verlag, Reinbek bei Hamburg 2011, ISBN 978-3-498-06889-9.
- In der DDR erschien beim Verlag Volk und Welt 1989 die Sammelausgabe ‚Wie man Amerika gleichzeitig liebt und verlässt’ mit Erzählungen Updikes.

### Theaterstücke
- 1974 Buchanan Dying

### Kinderbücher
- 1962 The Magic Flute
- 1964 The Ring
- 1965 A Child’s Calendar
- 1969 Bottom’s Dream
- 1995 A Helpful Alphabet Of Friendly Objects
  - Das erste Bilderbuch. Alltägliche Dinge für Kleinkinder, dt. von Werner Schmitz, Der Alltag/Scalo, Zürich 1991, ISBN 3-905080-31-1.

### Autobiographisches
- 1989 Self-Consciousness
  - Selbst-Bewusstsein – Erinnerungen, dt. von Maria Carlsson, Rowohlt, Reinbek bei Hamburg 1995, ISBN 3-498-06869-5.

### Gedichte
- 1958 The Carpentered Hen And Other Tame Creatures
- 1963 Telephone Poles
- 1969 Midpoint
- 1977 Tossing And Turning
- 1985 Facing Nature
- 1993 Collected Poems 1953–1993
- 2001 Americana and Other Poems
  - Americana. Reisegedichte, dt. von Christian Lux, Luxbooks, Wiesbaden 2008, ISBN 978-3-939557-25-8.
- 2009 Endpoint and Other Poems
  - Endpunkt und andere Gedichte, dt. von Susanne Höbel und Helmut Frielinghaus, Rowohlt, Reinbek bei Hamburg. ISBN 978-3-498-06888-2.

Auswahlbände in deutscher Übersetzung:
- 1986 Gedichte, dt. von Heinrich Maria Ledig-Rowohlt, Rowohlt, Reinbek bei Hamburg. ISBN 3-498-06865-2.
- 2005 Geld (mit Audio-CD ‚Updike spricht’), dt. von Denis Scheck, Henning Ahrens und Helmut Frielinghaus, Marebuch, Hamburg 2005, ISBN 3-936384-22-3.

### Essays
- 1965 Assorted Prose
- 1975 Picked-Up Pieces
- 1983 Hugging The Shore
  - Amerikaner und andere Menschen, dt. von Willi Winkler, Rowohlt, Reinbek bei Hamburg 1987, ISBN 3-499-15850-7.
- 1989 Just Looking: Essays on Art
- 1991 Odd Jobs
  - dt. Auswahl in: Vermischtes, dt. von Willi Winkler, Rowohlt, Reinbek bei Hamburg 1995, ISBN 3-499-13229-X.
- 1996 Golf Dreams: Writing On Golf
  - Golfträume, dt. von Maria Carlsson, Rowohlt, Reinbek bei Hamburg 1999, ISBN 3-498-06875-X.
- 1999 More Matter
  - dt. zu Teilen in: Wenn ich schon gefragt werde, dt. von Susanne Höbel, Rowohlt, Reinbek bei Hamburg 2001, ISBN 3-499-22918-8.
  - sowie in: Updike und ich, dt. von Susanne Höbel, Rowohlt, Reinbek bei Hamburg 2002, ISBN 3-499-22935-8.
- 2000 On Literary Biography
- 2005 Still Looking: Essays on American Art
- 2007 Due Considerations: Essays and Criticism
  - Fällige Betrachtungen. Essays, dt. von Susanne Höbel, Rowohlt, Reinbek bei Hamburg 2010, ISBN 978-3-499-24919-8.
- 2012 Always Looking: Essays on Art
  - Über Kunst. Schriften 1979–2008, Piet Meyer Verlag, Wien/Zürich (deutsche Ausgabe der drei Bände Just/Still/Always Looking)

### Sonstiges
- 1983 Emersonianism
- 1990 Mites And Other Poems In Miniature (limitiert auf 226 Exemplare)
- Vorwort zur Neuausgabe von Samuel Shem's House of God

## Verfilmungen
- 1970: Nichts wie weg, Rabbit (Rabbit, Run)
- 1978: Der weite Weg zu zweit (Too Far to Go)
- 1984: Krach in Zimmer 14 (The Roommate)
- 1986: Die Hexen von Eastwick (The Witches of Eastwick)

## Auszeichnungen
- Guggenheim-Stipendium (1959)
- Rosenthal Award

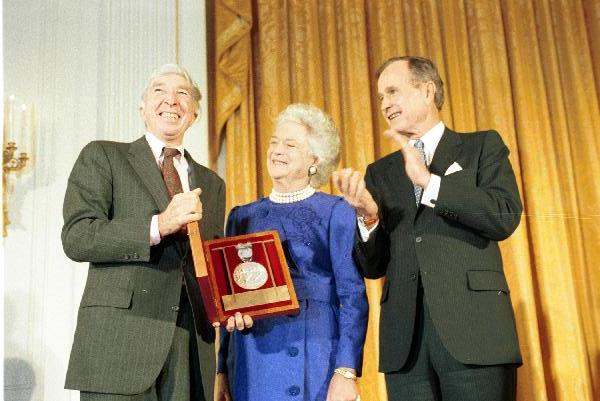
John Updike (links) bei der Verleihung der National Medal of Arts zusammen mit Barbara und George H. W. Bush am 17. November 1989

- National Institute of Arts and Letters (1959)
- National Book Award in Fiction (1964, 1982)
- Mitglied der American Academy of Arts and Sciences (1965)
- O. Henry Prize (1966/1991)
- American Book Award (1982)
- National Book Critics Circle Award, for fiction (1982, 1990)
- Union League Club Abraham Lincoln Award (1982)
- National Arts Club Medal of Honor (1984)
- National Medal of Arts (1989)
- Mitglied der American Academy of Arts and Letters seit 1976.
- National Medal for Humanities des Weißen Hauses (2003)
- Pulitzer-Preise für Bessere Verhältnisse und Rabbit in Ruhe
- PEN/Faulkner Award (2004)

## Einzelbelege
1. ↑  Volker Hage: John Updike. Eine Biographie. S. 46.

| Personendaten    | Personendaten                        |
| ---------------- | ------------------------------------ |
| NAME             | Updike, John                         |
| ALTERNATIVNAMEN  | Updike, John Hoyer                   |
| KURZBESCHREIBUNG | US-amerikanischer Schriftsteller     |
| GEBURTSDATUM     | 18. März 1932                        |
| GEBURTSORT       | Reading (Berks County, Pennsylvania) |
| STERBEDATUM      | 27. Januar 2009                      |
| STERBEORT        | Danvers                              |